# Gerold Boch
Gerold Boch (* 1950) ist ein deutscher Fechter. Er begann das Fechten zunächst beim OFC Castrop-Rauxel und startete später für den OFC Bonn und den VfL Sankt Augustin. Heute ist er als Trainer in Sankt Augustin tätig.

## Karriere
Boch begann das Fechten mit dem Florett, 1967 kam der Säbel hinzu. Im selben Jahr focht er seine erste deutsche Meisterschaft, wurde 1969 in die Nationalmannschaft berufen und nahm ein Jahr später an den Juniorenweltmeisterschaften in Minsk teil. 1971 gewann er im Säbel die Deutsche Juniorenmeisterschaft, gemeinsam mit dem späteren Olympiasieger und IOC-Präsidenten Thomas Bach, der im Florett den Titel errang. Boch nahm an den Weltmeisterschaften 1977 in Buenos Aires, 1978 in Hamburg und 1981 in Clermont-Ferrand teil und war für die Olympischen Sommerspiele 1980 in Moskau nominiert, an denen er wegen des Boykotts des westdeutschen Teams nicht teilnahm.
Aufgrund einer Gehirnerschütterung, die er sich als Seitenrichter bei einem internationalen Turnier zuzog, verpasste er die Qualifikation für Olympia 1984 in Los Angeles und beendete anschließend seine Karriere. Boch startete insgesamt 217 Mal für die deutsche Nationalmannschaft und wurde zwölfmal Deutscher Mannschaftsmeister sowie Dritter im Einzel 1981.
Seit 2002 ist er als Seniorenfechter aktiv, wurde 2007 Vize-Europameister mit dem Florett und 2014 Deutscher Mannschaftsmeister mit dem Säbel, gemeinsam mit Walter Convents, Jörg Kempenich und Jürgen Nolte.